# Emilie Kalkenberg
Emilie Kalkenberg, född 6 juli 1997, är en norsk skidskytt som debuterade i världscupen i januari 2018. Hennes första pallplats i världscupen kom när hon ingick i det norska lag som blev tvåa i stafett den 8 februari 2019 i Canmore i Kanada.